# Praetorians
Praetorians (tạm dịch: Vệ binh hoàng gia) là trò chơi máy tính chiến thuật thời gian thực do hãng Pyro Studios phát triển và Eidos Interactive phát hành vào ngày 28 tháng 2 năm 2003 cho phiên bản Châu Âu và phiên bản Bắc Mỹ ngày 10 tháng 3 năm 2003 với nội dung chính xoay quanh lịch sử các chiến dịch quân sự của Julius Caesar, người đặt nền móng cho đế chế La Mã vĩ đại sau này.
Game vẫn tiếp tục bán chạy ngay cả vào năm 2008, duy trì một chỗ trong top danh hiệu 20 Budget PC trên ChartTrack. Một bản Patch không chính thức được phát hành vào tháng 10 năm 2004, sau khi nhà sản xuất Pyro Studios của game là Javier Arévalo và Jason Walker của Eidos bàn luận về việc phân loại ra một lỗ hổng trong chế độ nhiều người chơi đang được khai thác bởi những người chơi. Điều này giúp game trở lại bảng xếp hạng của GameSpy Arena.
Mods: Bản mở rộng không chính thức gọi là MoD 4,1 được tung ra từ năm 2004, thêm ba chủng tộc mới, và nhiều nhiều bản đồ mới. MoD 4,1 chứa Patch không chính thức để sửa chữa chế độ nhiều người chơi. MoD 7.0 ra mắt thêm các phe Armenia, Britons, Ba Tư, Rashidun, Hy Lạp và Carthage.
Maps: Vào năm 2008 một trình soạn thảo bản đồ không chính thức cho game PC Praetorians được đằng tải lên. Công cụ biên tập bản đồ được lập trình bằng ngôn ngữ lập trình C + + và sử dụng máy tính đồ họa OpenGL ® API.

## Cách chơi
Game có tất cả ba phe tượng trưng cho 3 nền văn minh khác nhau là La Mã, Người Rợ và Ai Cập. Môi trường trong Praetorians được dựng hoàn toàn bằng 3D, từ khung cảnh rộng lớn của những kim tự tháp khổng lồ đã hoàn toàn tạo nên nét riêng biệt của từng thời kì, cho đến những tiểu tiết trong game được thiết kế khá công phu và kĩ càng sẽ thực sự tạo ấn tượng khá mạnh với người chơi. Mặt khác trò chơi cũng bắt những người chơi kì cựu về chiến thuật có sự khởi đầu giống với những người tập chơi, mọi kinh nghiệm chiến thuật trước đây đều bị nhấn chìm trong trò chơi này.
Cách chơi trong Praetorians đi thẳng vào chiến lược dàn trận, và gần như hoàn toàn lờ đi việc khai thác tài nguyên, công việc thường xuyên đóng vai trò cốt lõi (và đôi khi lại là nguyên nhân dẫn đến thất bại) của dòng game chiến lược. Game được chơi với hướng nhìn cố định. Ít nhất là bằng cách này, người chơi sẽ không bị mất phương hướng, như khi chơi những game khác có tầm nhìn camera di chuyển tròn. Một điều quen thuộc là cơ cấu tổ chức của các lực lượng quân sự. Chúng thường được tự động chia ra những nhóm khoảng chừng 15-30, hoặc 40 binh lính (bao gồm chỉ huy, cứu thương, trinh sát, những binh lính mang khả năng đặc biệt của từng phe,...). Những cơ cấu quân sự như vậy thường được chia làm hai, hoặc tự động cân bằng quân số lại như sau mỗi trận chiến, khi mà một nhóm ở vào tình trạng không thể tự thân chiến đấu được. Các phân chia lực lượng như vậy giúp người chơi điều khiển các đạo quân được dễ dàng hơn. Để chiếm lợi thế về những tầm nhìn xa hơn bình thường, người chơi có thể cử những con sói hay chim ưng đi trinh sát (lựa chọn như thế nào tùy thuộc vào việc người muốn quan sát kẻ thù trên những khoảng đất trống, hay muốn phát hiện ra những lực lượng ẩn nấp trong rừng sâu). Con đường dẫn đến chiến thắng phụ thuộc vào chiến thuật, sự bố trí lực lượng và việc kết hợp khả năng đặc biệt của các đơn vị lính khác nhau.
Tầm quan sát cao hơn không chỉ cho phép một tầm nhìn tốt hơn, mà đồng thời còn bảo đảm cho đơn vị cung thủ có một tầm ngắm bắn xa hơn. Một sự kết hợp hiệu quả giữa những tính toán chiến lược lâu dài, sự vận dụng tốt lực lượng trinh sát cùng sự chiếm đóng những vùng đất cao hơn sẽ tạo ra lợi thế cho quân đội của người chơi trước kẻ địch. Tất nhiên cung thủ rất sợ bị bộ binh hoặc kỵ binh áp sát, nếu bị áp sát coi như cung thủ đã bị tiêu diệt hoàn toàn. Tất cả những chi tiết đó đều được trình bày khá đẹp mắt, trên một nền nhạc phù hợp và với một cảm quan về môi trường khá tốt (những con thú nhảy nhót khắp nơi, những dòng suối cạn mà một số đơn vị nhất định sẽ không thể vượt qua, những cành cây lay động,...). Hàng cung thủ tấn công sẽ giữ chân kẻ thù ở một khoảng cách mà người chơi có thể kiểm soát, tuy nhiên một khi quân của cả hai phe đã nhào vô đánh cận chiến, tất cả những gì có thể thấy được sẽ là một mớ hỗn độn những người với người.

## Chiến dịch
Chế độ chơi chính là phần chiến dịch, nơi mà người La Mã thời kỳ đầu phải chống lại Người Rợ, và đôi khi là người Ai Cập. Trong nửa sau chiến dịch, người La Mã chủ yếu tập trung vào cuộc nội chiến giữa Julius Caesar và Pompey. Chế độ chiến dịch có ba cấp độ khó khăn, và 24 màn chơi trong tổng số (chỉ có 20 màn chính và bốn màn dành cho phần hướng dẫn). Trước mỗi nhiệm vụ, sẽ chiếu một đoạn phim để giải thích các mục tiêu chính của nhiệm vụ. Phần chiến dịch cũng đề cập đến khá nhiều câu chuyện lịch sử có liên quan đến sự nghiệp cầm quân của Publius Crassus, Titus Labienus, Quintus Tullius Cicero hoặc Gaius Crastinus, đều là tướng của Julius Caesar. Ngoài ra chiến dịch nửa sau còn xuất hiện thêm Marcus Licinius Crassus và Gaius Cassius Longinus - người sau này chủ mưu vụ ám sát Caesar tại Viện Nguyên lão. Cùng với đó là các tù trưởng người Celts như Commius của người Atrebates hay Cassivellaunus của người Catuvellauni tại Bán đảo Anh.
Sau khi người chơi đã hoàn thành 4 cấp độ hướng dẫn, có 20 nhiệm vụ chiến dịch. Do đó, các nhiệm vụ chiến dịch đầu tiên được đặt tên là Chương 5. 20 nhiệm vụ chiến dịch được chia thành 4 phần; mỗi phần mới được mở đầu bởi một bộ phim ngắn, nó cho người chơi biết về những mục tiêu chính của màn chơi.
Hướng dẫn 1- Chương 1: Phía Nam dãy Alps: Quân đoàn mới thành lập của Caesar có nhiệm vụ vượt qua dãy Alps, trong khi dẹp yên các toán cướp người Gaul.
Hướng dẫn 2- Chương 2: Ngôi làng trong dãy núi: Quân đoàn XII giải phóng làng Talagatta và dẹp yên các toán cướp người Gaul, thuộc bộ lạc Aedui.
Hướng dẫn 3- Chương 3: Theo dấu con mồi: Quân đoàn XII đuổi theo nhằm mục đích ngăn chặn quý tộc người Aedui Dubalix, trước khi hắn kêu gọi người Aedui nổi dậy liên minh với người Helvetii.
Hướng dẫn 4- Chương 4: Chiến trường: Quân đoàn XII chạm trán quân của Dubalix và tiêu diệt hắn, đập tan âm mưu nổi dậy của một bộ phận nhỏ người Aedui.
Phần 1:
Chương 5: Vượt qua sông Arar (58 BC) - Người chơi sẽ tái hiện lại chiến thắng đầu tiên trong sự nghiệp cầm quân của Julius Caesar, khi ông vượt qua Sông Arar, liên minh với người Aedui để đánh bại cuộc di cư của Người Helvetii.
Chương 6: Hộ tống đến Bibracte(58 BC): Người chơi có nhiệm vụ hộ tống hai tướng Publius Crassus và Titus Labienus đến Bibracte- Kinh đô của người Aedui để gặp Diviciacus và tránh khỏi cuộc tấn công của các bộ lạc Helvetii, Tulingi và Boii. Trận Bibracte, chiến thắng quân sự thứ hai của Caesar cũng được nhắc đến.
Chương 7: Trong tất cả các bộ lạc xứ Gaul... (57 BC) - Màn chơi phòng thủ đầu tiên tái hiện trận Sông Sambre khi Người Nervii- bộ lạc Belgae hiếu chiến và hùng mạnh nhất xứ Gaul vây hãm quân La Mã do Crassus chỉ huy. Người chơi phải sống sót qua các cuộc tấn công của người Nervii trong 20 phút cho đến khi Quân đoàn X do Labienus chỉ huy đến giải vây.
Chuơng 8: Tản ra và Chinh phục (58 BC) - Quân đoàn X của Caesar chia thành hai nhánh với Publius Crassus chỉ huy lực lượng bộ binh ở phía bắc, và Labienus và Divitiacus với lực lượng kỵ binh ở phía nam trong nỗ lực của Caesar nhằm đẩy lùi cuộc xâm lược của người Suebi và hai tộc người German nhỏ hơn là Tencteri và Usipetes.
Phần 2:
Chương 9: Phòng tuyến vô tận (58 BC) - Màn chơi tái hiện lại trận Vosges năm 58 BC khi Caesar đối đầu trực diện với cuộc xâm lược xứ Gaul của người Suebi, dưới sự chỉ huy của vua Ariovistus. Lực lượng kỵ binh Aedui do Dumnorix cũng đóng một vai trò nhỏ trong chiến dịch này.
Chương 10: Vùng đất trong làn sương (55 BC) - Tái hiện cuộc xâm lược đầu tiên của Caesar lên Bán đảo Anh. Sau khi đổ bộ vào bờ biển của nước Anh, đội quân của Caesar có nhiệm vụ giải cứu Hoàng tử Commius đang bị người Catuvellauni giam giữ. Người chơi sẽ có tùy chọn để tranh thủ sự hỗ trợ của người Atrebates, quê hương Commius, để hỗ trợ họ trong công cuộc tấn công pháo đài.
Chương 11: Tham lam (54 BC) - Nhiệm vụ đầu tiên người chơi chiến đấu với quân Ai Cập. đội quân được Marcus Licinius Crassus xây dựng do Publius Crassus và Cassius Longinus chỉ huy có nhiêm vụ đánh chiếm bốn thành phố: Tyre, Samaria, Jerusalem và Petra để chuẩn bị cho chiến dịch xâm lược Đế chế Parthia. Tùy theo lựa chọn mà người chơi có thể liên minh với người Samaria (đánh chiếm Jerusalem) hoặc Judaea và đánh bại cuộc xâm lược của người Nabataea.
Chương 12: Sức mạnh của Đại Bàng (54 BC) - Cuộc xâm lược thứ hai của Caesar lên bán đảo Anh trong nỗ lực đánh bại liên mình do Cassivellaunus và các tù trưởng người Anh của các bộ lạc Atrebates, Cantiaci và Trinovantes đứng đầu. Người chơi sẽ có tùy chọn để phá hủy miếu thờ thiêng liêng của mỗi bộ lạc làm suy yếu ý chí chiến đấu của họ, trước khi vượt qua sông Thames đánh bại Cassivellaunus và người Catuvellauni.
Chương 13: Sự phản bội máu lạnh (53 BC) - Tái hiện cuộc nổi dậy của Ambiorix và người Eburones năm 53 BC. Quân đoàn X của Caesar, sau khi nhận được tin các quân đoàn của Cotta và Sabinus đã bị tiêu diệt, tiến đến giải vây cho Quintus Tullius Cicero- chỉ huy Quân đoàn IX, người đang bị bao vây bởi người Eburones và các đồng minh, người Treveri và người Nervii. Sau đó, Quân đoàn X phải thu nhặt tàn quân của Cicero và đập tan cuộc nổi dậy của người Belgae.
Phần 3:
Chương 14: Khi tất cả đã mất (53 BC) - Tái hiện trận Carrhae- Chiến dịch thảm họa và là một trong những thất bại nặng nề nhất trong lịch sử La Mã . Quân La Mã của Cassius có nhiệm vụ ứng cứu Marcus Crassus và Publius Crassus bị quân Parthian của Surena vây hãm. Tuy nhiên, người chơi không thể ngăn được cái chết của cả hai cha con Marcus và Publius mà chỉ có thể thu nhặt tàn quân và rút chạy. 
Chương 15: Người dám nghĩ dám làm... (52 BC): Quân đoàn X của Caesar quyết định đánh thẳng vào quê hương của Vercingetorix, vua của người Arverni trong cuộc nổi dậy của xứ Gaul năm 52 BC. Để làm điều đó, quân đoàn X cần thu nhặt quân tiếp viện của Gaius Crastinus đồng thời liên thủ với một tù trưởng Arverni tên Gobanitio. Tuy nhiên, rất nhiều chiến binh xứ Gaul đang sẵn sàng giăng bẫy đón lõng quân La Mã.
Chương 16: Trở về nhà (52 BC) - Tàn quân La Mã, do Gaius Cassius Longinus chỉ huy, dưới sự truy đuổi của quân Parthians, rút chạy về Antioch- thủ phủ xứ Syria thuộc La Mã, và cùng với lực lượng địa phương tổ chức phản công. Tuy nhiên, con đường trở lại Antioch đã bị kiềm tỏa bởi người Nabataea- các chiến binh Ả Rập thuộc vương quốc cùng tên ở bản đảo Sinai. Sau khi đã tổ chức phản công, người chơi có nhiệm vụ đẩy lùi quân Nabataea và Parthia.
Chương 17: Chiến tranh Tiêu hao (52 BC) - Tái hiện trận Gergovia- Thất bại thứ hai của Caesar. Quân đoàn X phải hộ tống ba xe lương thảo đến các pháo đài của quân đồng minh. Tuy nhiên những chiến binh Gaul trung thành với Vercingetorix sẽ tìm mọi cách để ngăn chặn điều này. Với mỗi người chơi đạt đến pháo đài, họ sẽ nhận được quân đội mới để hỗ trợ họ. Ở pháo đài cuối cùng, Tướng Dumnorix quyết định làm phản và xuất hiện với đội kỵ binh Aedui của mình để tấn công quân La Mã.
Phần 4
Chương 18: Alea Iacta Est- Không còn đường lùi (49 BC) - Những trận đánh nhỏ đầu tiên trong cuộc nội chiến La Mã giữa Caesar và Pompey. Caesar vượt sông Rubicon, tiến vào lãnh thổ Italia và phải giải phóng ba thành phố: Pisaurus, Fanum và Ancona. Mỗi thành phố đang bị bao vây bởi các lực lượng dân quân trung thành với Pompey, nhưng sẽ nhanh chóng đầu hàng và gia nhập đội quân của Caesar. Trong nhiệm vụ này, Gaius Titus Rudus, tướng La Mã chỉ huy các lực lượng quân đoàn XII của Caesar, xuất hiện bên quân Pompeian.
Chương 19: Cuộc chiến miền rừng núi (49 BC) - Tái hiện trận Ilerda khi Quân đoàn của Caesar liên minh với quân đội địa phương trung thành với Caesar, phải bảo vệ núi đi qua dãy núi Pyrenees từ các tướng của phe Pompey ở Tây Ban Nha. Người chơi có nhiệm vụ bảo vệ căn cứ của mình và của quân đồng minh, sau đó đón hai tướng đào ngũ từ phe Pompey là Sextus Calpurnius và Titus Lucius, trước khi mở cuộc phản công đẩy lùi quân Pompey ra khỏi bán đảo Iberia.
Chương 20: Cuộc săn bắt đầu (48 BC) - Caesar đã đuổi theo Pompey qua Biển Adriatic. Quân đoàn IX do Gaius Crastinus phải giữ vững trận địa và bảo vệ pháo đài của họ khỏi các cuộc tấn công của quân Pompey, chờ sự chi viện của Mark Antony. Khi họ đến nơi, người chơi sau đó phải hộ tống quân chi viện trở lại pháo đài. Ngoài ra có một ngôi làng lính đánh thuê của người Dacia, nơi mà nếu mang được hai xe chở vàng đến, người chơi có thể bổ sung lực lượng của Caesar với những đơn vị kỵ binh chất lượng, bao gồm cả Kỵ binh German.
Chương 21: Nền Cộng hòa La Mã sụp đổ (48 BC) - Sau khi đã đánh bại đồng minh chính trị của Pompey, Caesar đuổi theo đối thủ của mình đến Bắc Phi. Màn chơi tái hiện trận Pharsalus- trận đánh quyết định của Nội chiến La Mã. Trong màn chơi này, Quân đoàn XI do Gaius Crastinus (người chỉ huy đánh trận quyết định và tử trận) chiến đấu với tàn quân của Pompey. Bên cạnh đó họ còn phải đương đầu với những đội lính đánh thuê từ Thracia, Macedonia và Syria. Tuy nhiên, những đội quân đánh thuê này sẽ sớm quy hàng nếu như chỉ huy và bác sĩ quân y của họ bị tiêu diệt.
Chương 22: Trận chiến đánh chiếm Alexandria (47 BC) - Tái hiện cuộc vây hãm của Caesar vào thành phố cảng cùng tên năm 47 BC. Sau khi đuổi theo Pompey đến Ai Cập, Caesar nhận được tin đối thủ của mình đã bị ám sát. Quân đội của Caesar bị bao vây bên trong thành Alexandria. Ban đầu, quân La Mã có nhiệm vụ bảo vệ Alexandria khỏi quân Ai Cập, sau đó bảo vệ cảng Alexandria và những chiếc thuyền chở quân chi viện. Cuối cùng, đốt cháy những chiếc thuyền để đảm bảo chúng không rơi vào tay quân Ai Cập. Đây là trận đầu tiên trong cuộc tranh chấp ngai vàng giữ Nữ hoàng Cleopatra được Caesar ủng hộ và vua Ptolemaios XIII.
Chương 23: Bạn bè và Đồng minh (47 BC) - Tái hiện trận Sông Nile (47 BC). Quân đoàn của Caesar, cùng với đồng minh Mithridates xứ Pergamon và Antipater xứ Judaea, đặt dấu chấm hết cho cuộc tranh chấp ngai vàng Ai Cập và nhiệm vụ của họ là đánh bại tàn quân Ai Cập của Hoàng Hậu Arsinoe IV và vua Ptolemaios XIII. 
Chương 24: Trận chiến cuối cùng! (45BC) - Màn chơi cuối cùng tái hiện trận Munda nơi người chơi tiêu diệt tàn quân Pompey tổng chỉ huy bởi Titus Labienus. Bên cạnh các lực lượng có sẵn, các nhóm lính đánh thuê người Iberia, Mauretania và quân La Mã địa phương sẵn sàng hỗ trợ phe chiến thắng, nếu như người chơi thu phục họ bằng cách đốt cháy lều chỉ huy. Ngoài ra, người chơi cũng có cơ hội thu nhập thêm dân quân từ làng Osuna trước khi đối đầu trực diện và tiêu diệt Titus Labienus.

## Giao tranh
Ở chế độ giao tranh có đủ cả ba nền văn minh mà người chơi có thể tự do chọn lựa bao gồm La Mã, Người Rợ, và Ai Cập (phiên bản không có mod) với bảy người chơi do máy (AI) điều khiển

## Chơi mạng
Ở chế độ nhiều người chơi, với IP hoặc thông qua GameSpy Arcade, người chơi có thể chơi với 8 người chơi thông thường hoặc AI trong những bản đồ khác nhau cho phép người chơi sử dụng một vài chiến thuật khác biệt để đánh bại đối phương. Đồng thời có thể chơi như một nhóm, cùng nhau thể hiện các chiến lược, chiến thuật để giành chiến thắng trong game.

## Phe phái trong game

### La Mã (Romans)
Nền văn minh La Mã được chơi ở chế độ nhiệm vụ chính, do đó đây là phe dễ chơi, dễ quản lý cho những người mới bắt đầu chơi, tuy nhiên nền văn minh này có cả ưu điểm lẫn khuyết điểm riêng. Tốc độ mua quân trung bình chậm. Mỗi đơn vị có thể tập hợp thành quân đoàn riêng tối đa là 30 người cho bộ binh và 16 người cho kỵ binh và có ưu thế về chiến thuật tấn công và phòng thủ khá tốt. Trong đó đơn vị tinh nhuệ nhất của phe La Mã là Vệ Binh Hoàng Gia (Praetorians), là đơn vị có khả năng phòng thủ tốt nhất trong trò chơi. Võ Sĩ Giác Đấu (Gladiators) là đơn vị chiến đấu hiệu quả nhất khi giăng lưới và sau đó từ từ tấn công tiêu diệt bộ binh đối phương.

### Người rợ (Barbarians)
Người Rợ (dựa trên các bộ lạc của Xứ Gaul, Belgae và German) là một đội quân mạnh mẽ, lợi dụng ưu thế trong rừng với Kỵ binh người German và Những kẻ cuồng sát (Berserkers). các đơn vị của phe này thường tập hợp thành nhóm quân tối đa là 16 người và mạnh hơn phe La Mã. Ngoài ra, Người rợ cũng có Thợ Săn- đơn vị lính cung thủ có thể phục kích trong rừng và chỉ có thể bị phát hiện nếu như đối phương sử dụng Sói do thám. 

### Ai Cập (Egyptians)
Quân Ai Cập tạo quân rất nhanh chóng, mỗi đội gồm 16 người. Tuy quân Ai Cập không mạnh như Người Rợ và La Mã nhưng được bù lại là quân số rất đông, ngoài ra tướng Ai Cập có thể tạo thêm một đội quân "ảo giác" đánh lừa địch. Đơn vị tinh nhuệ của Ai Cập là Cung thủ xứ Nubia - đơn vị lính có khả năng bắn tên tẩm độc và Kỵ binh Parthian với chiến thuật vừa rút vừa bắn đặc trưng của châu Á. Ngoài ra, người chơi cũng nên dè chừng với những đơn vị Xe ngựa mà Ai Cập có thể tung ra.

## Những đơn vị chung
Những đơn vị chung của 3 nền văn minh là:

### Danh mục các đơn vị
Các đơn vị này bao gồm một người đàn ông và một con vật gồm chó sói hoặc chim ưng, chó sói là có thể chạy vào các khu rừng, trong khi chim ưng có thể bay trên mặt đất, những động vật này không thể bị giết nhưng có thể phát hiện ra đối phương,có một tầm nhìn đặc biệt hơn bất kỳ đơn vị quân sự trong game.
- Chim ưng do thám
- Chó sói do thám

### Những công trình quân sự chung
- Máy lăng đá
- Máy phóng tên
- Xe đục thành
- Tháp canh
- Đồn trú
- Xung xa
- Thang xung kích

## Đồ họa
Đồ họa của game không áp dụng những công nghệ mới nhất, những vẫn giữ lại một nét duyên dáng nhất định, tuy nhiên, mặc dù tương đối cũ (phát hành tháng 2 năm 2003). Phần trang trí cảnh nền khá đẹp và thiết kế mô hình đơn vị tương đối ở mức chấp nhận được mặc dù trông đơn giản. Phần hình ảnh động và hiệu ứng được tinh chỉnh với chất lượng cao và vài khiếm khuyết, lỗi vụng vặt do đồ họa gây ra, nhìn chung tổng thể thì đồ họa của game khá phù hợp với cấu hình yếu, trung bình, và trông rất khá khi thiết lập ở mức cao.
Năm 2019, Pyros Studios và Torus Games phát triển bản làm lại với độ phân giải cao hơn và sắc nét hơn và nhanh chóng nhận được những đánh giá Tích cực đến Rất tích cực trên Steam.

## Soundtrack
Do những lời nhận xét tốt về âm nhạc và âm thanh trong game, Pyro Studios đã quyết định tung ra thị trường soundtrack của mình trong năm 2006, ba năm sau sự ra mắt của trò chơi. Người soạn nhạc cho game là Mateo Pascual, người trước đó đã phối hợp với Pyro Studios. Soundtrack bao gồm 20 bài hát với tổng thời gian 42'58. Nhà phân phối của album là Saimel Editions.